# 阿拉霍瓦
阿拉霍瓦（希臘語：Αράχωβα，或），是希腊中希臘大區维奥蒂亚专区迪斯托莫-阿拉霍瓦-安迪基拉市镇的市区。這是一個旅遊目的地。

## 人口数据
| 年份 | 人口数量 |
| ---- | -------- |
| 1981 | 2,910    |
| 1991 | 3,084    |
| 2001 | 4,158    |
| 2011 | 2,770    |

## 图集

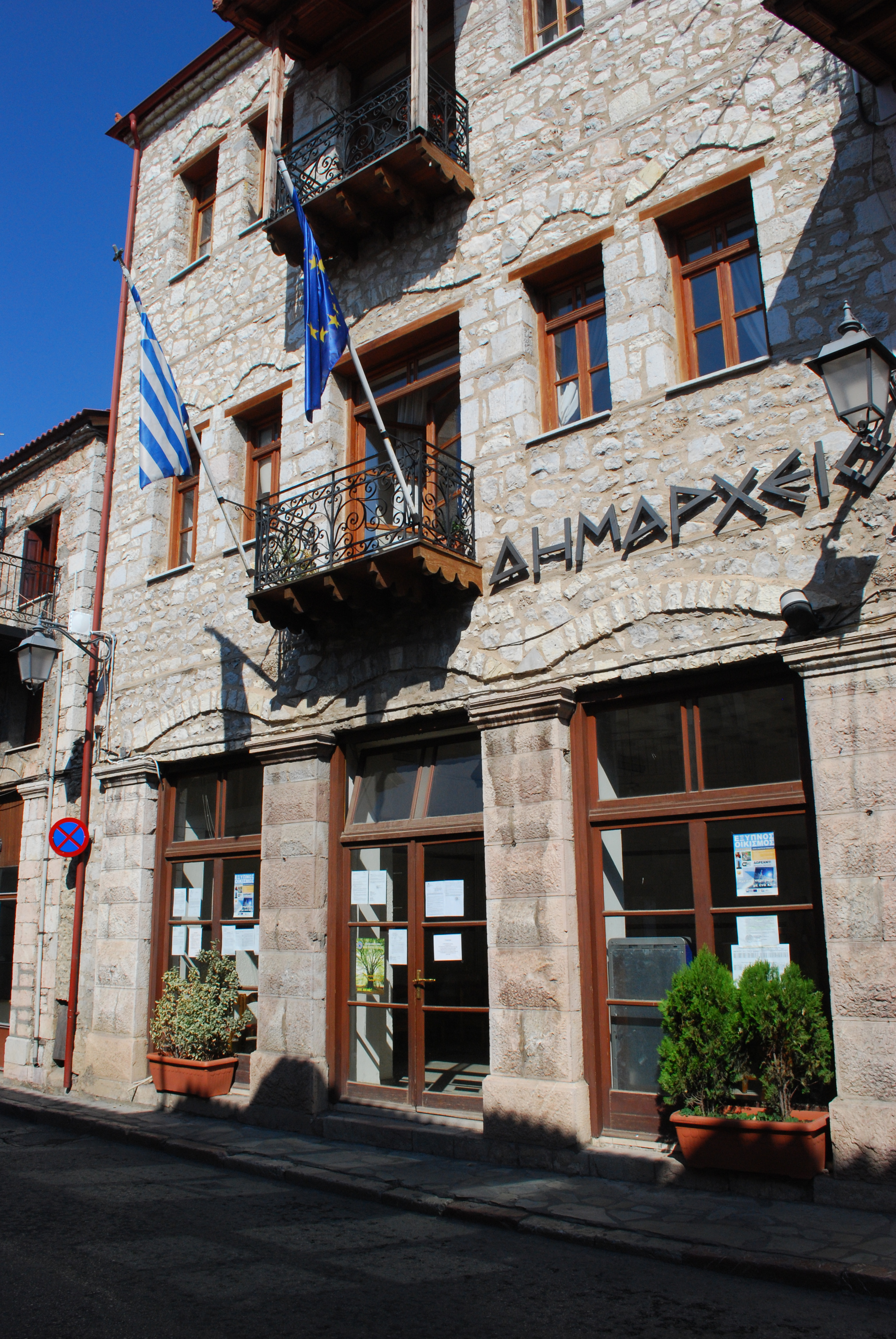
市政廳
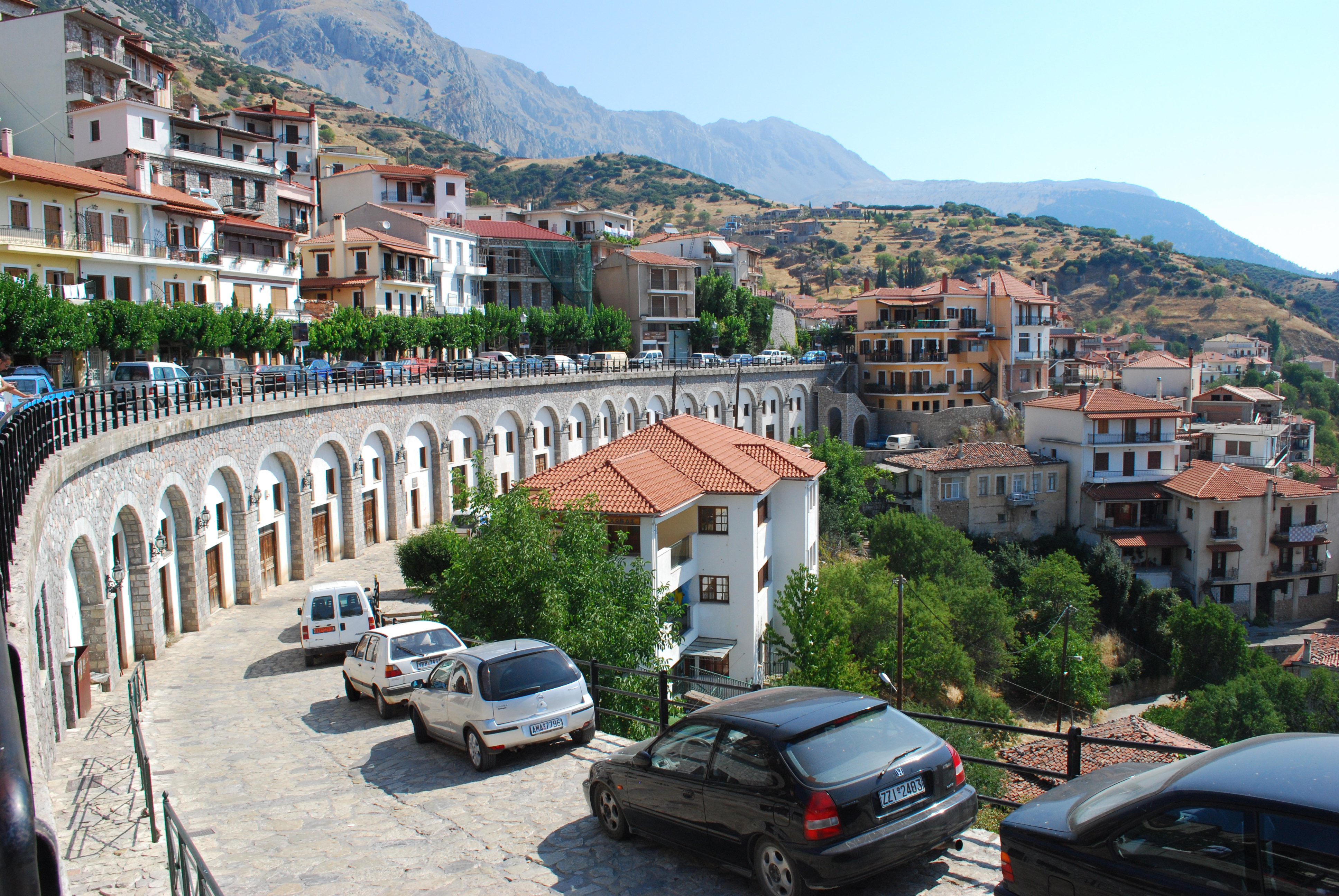
阿拉霍瓦
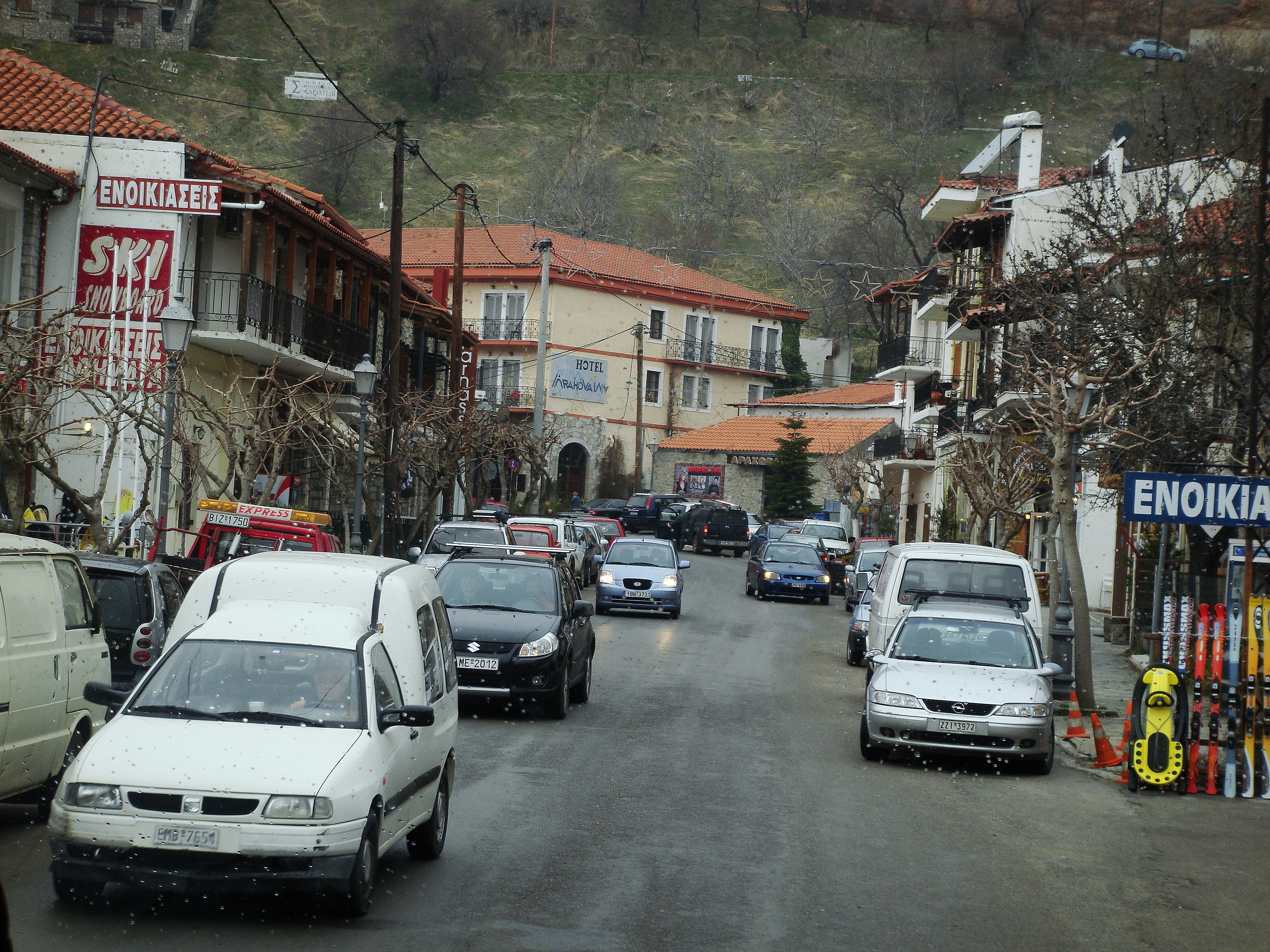
阿拉霍瓦的街道
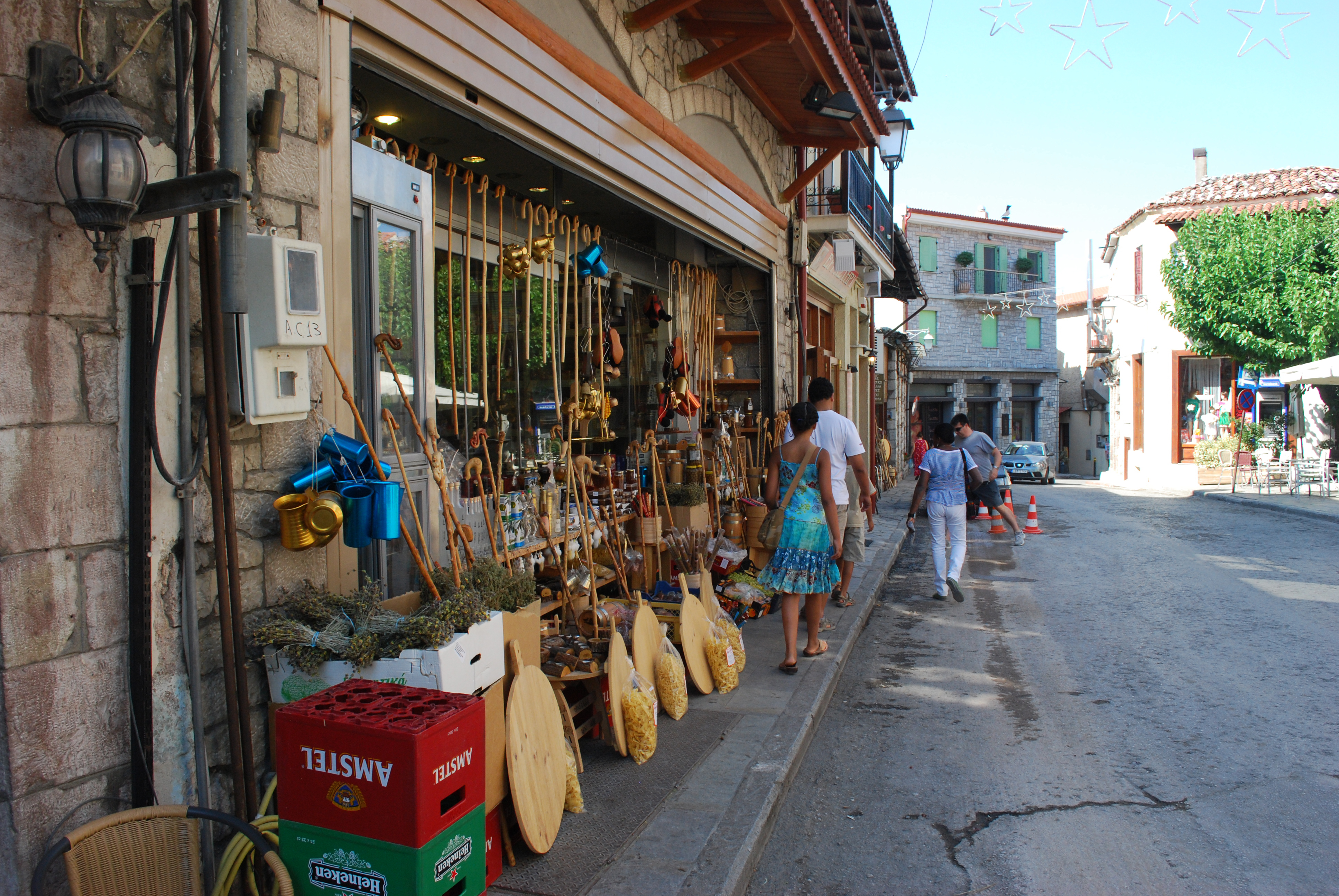
阿拉霍瓦的街道

## 外部連結
- 阿拉霍瓦网站 （希腊文）